# O-glycosylation
La O-glycosylation est une opération biochimique consistant en l'addition de glucides au niveau de l'O de la chaîne latérale  des acides aminés sérine et thréonine des chaînes peptidiques présentes dans la lumière de l'appareil de Golgi et provenant généralement du réticulum endoplasmique où elles ont subi une N-glycosylation. Cette réaction est également catalysée par une enzyme de type glycosyl-transférase, et débute en général par une N-acétyl galactosamine.
Les glucides proviennent du cytoplasme et arrivent dans la lumière du Golgi par l'intermédiaire d'un transport passif avec la dégradation d'UDP en UMP.
La O-glycosylation se réalise dans l'appareil de Golgi médian et trans pour la majorité des protéines. En effet seule la O-glycosylation des nucléoporines (en), des facteurs associés à l'ADN polymérase et les protéines du cytosquelette, se déroule dans le cytosol.